# Ancora tu
Singles de Lucio Battisti
La collina dei ciliegi/Il nostro caro angelo
(1973) Amarsi un po'/Sì, viaggiare
(1977)
Ancora tu (« encore toi » en italien) est une chanson de Lucio Battisti et Mogol, chantée par Lucio Battisti et sortie en 1976 dans son 45 tours Ancora tu/Dove arriva quel cespuglio chez Numero Uno. Succès commercial majeur, cette chanson a été reprise de nombreuses fois par divers artistes.

## Description
Trois ans après son dernier succès, Il nostro caro angelo, Lucio Battisti revient en tête des charts avec Ancora tu, un de ses plus gros succès commerciaux, qui peu de temps après devient un des morceaux les plus dansés dans les discothèques italiennes.
Son son s'inspire de celui de la disco, qui à l'époque est en train de passer des États-Unis en Europe. Il y a un rythme entraînant et répétitif, uni à une composante mélodique typique de la chanson italienne. Cette chanson se prête en fait relativement mal à la danse, du fait des paroles lyriques et de la mélodie légère, et est en fait plus faite pour être écoutée. Lucio Battisti continuera à essayer dans les années suivantes d'unir musique disco et chanson italienne, par exemple avec Una donna per amico.
Les parties de guitare sont d'Ivan Graziani.
Les paroles mettent en scène deux ex-fiancés, qui se rencontrent quelque temps après s'être séparés. Au début froide et maladroite, la conversation commence par des banalités, mais ils comprennent qu'entre eux la passion ne s'est jamais amoindrie, et ils décident de se remettre ensemble. La chanson a une forme de dialogue chanté, déjà utilisée par Battisti dans d'autres chansons comme Le tre verità. Néanmoins, il y a ici une innovation : la femme n'intervient jamais directement dans la conversation, on ne fait que deviner ses répliques.
La chanson ouvre l'album La batteria, il contrabbasso eccetera (it). À la fin de cet album on trouve également un simple fragment acoustique, voix et guitare, d'à peine trente secondes, intitulé Ancora tu (coda).
En 1975, le réalisateur Ruggero Miti (it) réalise le clip vidéo de la chanson. C'est sans doute le premier clip réalisé en Italie. Cette vidéo prévue pour un passage dans le journal télévisé TG2 n'a pas été diffusée avant 1998.
Elle a été traduite en deux versions espagnoles sous le titre De nuevo tú et en anglais sous le titre Baby, It's You, en 1979 et qui est un échec commercial.
Gilles Lellouche le considère comme son « tube de l'été » préféré.

## Single
Face A
1. Ancora Tu - 4:43

Face B
1. Dove arriva quel cespuglio - 4:09